# 천하이웨이
천하이웨이(중국어 간체자: 陳海威, 정체자: 陈海威, 병음: Chén Hǎiwēi, 한자음: 진해위, 1994년 12월 30일~)는 중화인민공화국의 펜싱 선수로 주 종목은 플뢰레이다.

## 경력
취안저우 출신으로 어린 시절부터 다양한 운동을 접했다. 13세 때 본격적으로 펜싱을 시작했으며 2013년에 처음으로 중국 국가대표 선수로 발탁되었다. 2014년 3월에는 불가리아 플로브디프에서 열린 2014년 세계 주니어 선수권 대회에서 체코의 알렉산데르 슈페니치를 꺾고 금메달을 차지했으며 단체전에서도 우승하면서 대회 2관왕에 올랐다.
2016년 8월 브라질 리우데자네이루에서 열린 2016년 하계 올림픽에 참가하였고 영국의 로런스 홀스티드와 대표팀 동료인 마젠페이를 꺾으며 8강에 올랐으나 러시아의 티무르 사핀에게 패하면서 전체 7위를 기록했다.